# Ludwig Reinhard von Gemmingen
Freiherr Ludwig Reinhard von Gemmingen (* 19. Juli 1777; † 14. Februar 1852) war königlich württembergischer Obersthofmeister in Stuttgart.

## Leben
Ludwig Reinhard entstammt dem 2. Ast (Bonfeld) der II. Linie (Gemmingen und Guttenberg) der Freiherren von Gemmingen. Er war ein Sohn des badischen Kammerherrn und Ritterrats des Ritterkantons Kraichgau, Ludwig Eberhard von Gemmingen-Guttenberg (1750–1841), und der Luise Auguste Freiin von Saint-André (1752–1815). Er trat am 2. Oktober 1790 in die Hohe Karlsschule ein und wurde später Oberhofmeister am württembergischen Hof in Stuttgart. Zuletzt war er mit dem Ehrentitel Exzellenz Kammerherr und Obersthofmeister der Königin Pauline. Er blieb ledig.

## Auszeichnungen
- 1827 Kommenturkreuz des Ordens der württembergischen Krone
- 1836 Großkreuz des Friedrichs-Ordens
- 1825 Kommandeurkreuz des Hannoverschen Guelphen-Ordens
- Kommenturkreuz 1. Klasse des Hessischen Ludwigsordens
- Kommandeurkreuz des Sachsen-Weimarschen Hausordens vom Weißen Falken